# Пэрисберг
Пэрисберг (англ. Pearisburg) — город и административный центр округа Джайлс  в штате Виргиния США. По данным переписи 2020 года, численность населения составляла 2909 человек.

## Население
| 2010 | 2020  |
| ---- | ----- |
| 2786 | ↗2909 |